# Microrégion de Santo Ângelo

Localisation de la microrégion de Santo Ângelo

La microrégion de Santo Ângelo est une des microrégions du Rio Grande do Sul appartenant à la mésorégion du Nord-Ouest du Rio Grande do Sul. Elle est formée par l'association de seize municipalités. Elle recouvre une aire de 10 750,721 km2 pour une population de 10 750,721 habitants (IBGE - 2005). Sa densité est de 19,3 hab./km2. Son IDH est de 0,783 (PNUD/2000). Elle est limitrophe de l'Argentine, par sa province de Corrientes.

## Municipalités[1]
- Bossoroca
- Catuípe
- Dezesseis de Novembro
- Entre-Ijuís
- Eugênio de Castro
- Giruá
- Pirapó
- Rolador
- Santo Ângelo
- Santo Antônio das Missões
- São Luiz Gonzaga
- São Miguel das Missões
- São Nicolau
- Senador Salgado Filho
- Ubiretama
- Vitória das Missões

## Microrégions limitrophes
- Cerro Largo
- Santa Rosa
- Ijuí
- Cruz Alta
- Santiago
- Campanha Occidentale